# Dinar algerian
Dinarul algerian (în arabă دينار جزائري, în berberă ⴷⵉⵏⴰⵔ ⴷⵣⴰⵢⵔⵉ, cod ISO: DZD cu semnul د.ج sau DA) este actuala unitate monetară a Algeriei, începând cu 1 aprilie 1964. 
Dinarul algerian este divizat în 100 santim (سنتيم).
A fost pus în circulație‚ la 1 aprilie 1964, înlocuind noul franc algerian, care circula din timpul epocii coloniale.

## Etimologie
Denumirea monedei algeriene derivă, fără îndoială, de la denumirea vechii monede romane denarius (tradus "care contine 10") si era moneda de argint emisa in anul 211 i.Hr. de Republica Romana.
Denumirea subdiviziunii dinarului algerian, santim, derivă de la denumirea subdiviziunii francului algerian și, implicit, a subdiviziunii francului francez, centime.

## Dinarul în circulație

### Bancnoteleîn circulație, în 2011
- 2.000 DZD  (seria 2011 din 28 aprilie 2011)
- 1.000 DZD  (seria 1998 și 1992)
- 500 DZD (seria 1998 și 1992)
- 200 DZD (seria 1992 și serie 1983 rare și în stare foarte urâtă)
- 100 DZD (seria 1992)

### Monede în circulație
- 100 DA
- 50 DA
- 20 DA
- 10 DA
- 5 DA
- 2 DA
- 1 DA
- 1/2 DA (rară)
- 1/4 DA (extrem de rară)

NB: Noile monede de 1, 5 și 10 dinari algerieni coabitează cu vechile monede având aceeași valoare de piață.
Vechile bancnote emise în franci algerieni, din seriile 1964 et 1970 nu mai sunt acceptate pe piață.
Ca urmare a puternicelor devalorizări din anii 1990, centimele / santimele nu mai sunt practic folosite.

## Rate de schimb
La  20 ianuarie 2006, 1 euro valora 87,8 DZD, iar 1 dolar american valora 72,7 DZD.